# Ligne H9 du HÉV de Budapest
La ligne H9 du HÉV de Budapest ou ligne HÉV de Csömör est l'une des quatre lignes du réseau de train suburbain de Budapest. Inaugurée en 1900, elle relie Budapest à Csömör.

## Tracé et stations

### Liste des stations
|  |   |  | Station               | Desserte | Correspondances                                                                                          |
|  | - |  | --------------------- | -------- | --- |
|  | o |  | Örs vezér tere        |          | 3 62 62A 80 81 82 10 31 32 44 45 67 85 85E 97E 131 144 161 161A 161E 168E 169E 174 176E 231 244 276E 277 |
|  | • |  | Rákosfalva            |          | 44 45 67                                                                                                 |
|  | • |  | Nagyicce              |          | 44 45 277 410 440 441                                                                                    |
|  | • |  | Sashalom              |          | 44 45 92 92A                                                                                             |
|  | • |  | Mátyásföld, repülőtér |          | 44 46 92 92A 146 176E 276E                                                                               |
|  | • |  | Mátyásföld, Imre utca |          | 92 92A 176E 276E 410 440 441                                                                             |
|  | • |  | Mátyásföld alsó       |          | 92 92A                                                                                                   |
|  | • |  | Cinkota               |          | 92 92A 174 175 410 430 440 441 480                                                                       |
|  | • |  | Cinkota alsó          |          | |
|  | • |  | Árpádföld             |          | 31 |
|  | • |  | Szabadságtelep        |          | 31 419                                                                                                   |
|  | • |  | Csömör                |          | 419 449                                                                                                  |